# Domorganus macronephriticus
Domorganus macronephriticus är en rundmaskart som beskrevs av T. Goodey 1947. Domorganus macronephriticus ingår i släktet Domorganus och familjen Axonolaimidae. Inga underarter finns listade i Catalogue of Life.